# 米克拉希
49°57′8″N 26°21′41″E / 49.95222°N 26.36139°E
米克拉希（烏克蘭語：Миклаші）是位於烏克蘭西部赫梅利尼茨基州裏舍佩蒂夫卡區的村莊，面積0.21平方公里，海拔高度251米，2001年人口532，人口密度每平方公里2,533人。